# 愛知県道216号大曽根停車場線
愛知県道216号大曽根停車場線（あいちけんどう216ごう おおぞねていしゃじょうせん）は、愛知県名古屋市の大曽根停車場から同市東区大曽根本通に至る一般県道である。

## 概要
JR中央本線 大曽根駅（南口前）から北区の東大曽根交差点で愛知県道15号名古屋多治見線・名古屋市道名古屋環状線と接続する路線であるが、愛知県告示では終点は東区としている。

### 路線データ
愛知県法規集に基づく起終点および経過地は次のとおり。
- 起点：大曽根停車場
- 終点：名古屋市東区大曽根本通
- 重要な経過地：なし

## 歴史
- 1959年（昭和34年）12月15日
  - 愛知県が県道大曽根停車場線として認定[1]。

## 地理

### 通過する自治体
- 愛知県
  - 名古屋市（東区 - 北区）

### 交差する道路
- 愛知県道15号名古屋多治見線・名古屋市道名古屋環状線（東大曽根交差点）

### 沿線
- JR中央本線・名鉄瀬戸線・名古屋市営地下鉄名城線・名古屋ガイドウェイバスガイドウェイバス志段味線（ゆとりーとライン） 大曽根駅
- 大曽根地下街オズガーデン（OZ GARDEN）
- 大曽根商店街（OZモール）
- 三菱電機名古屋製作所